# Black Economic Empowerment
Pour les articles homonymes, voir BEE.

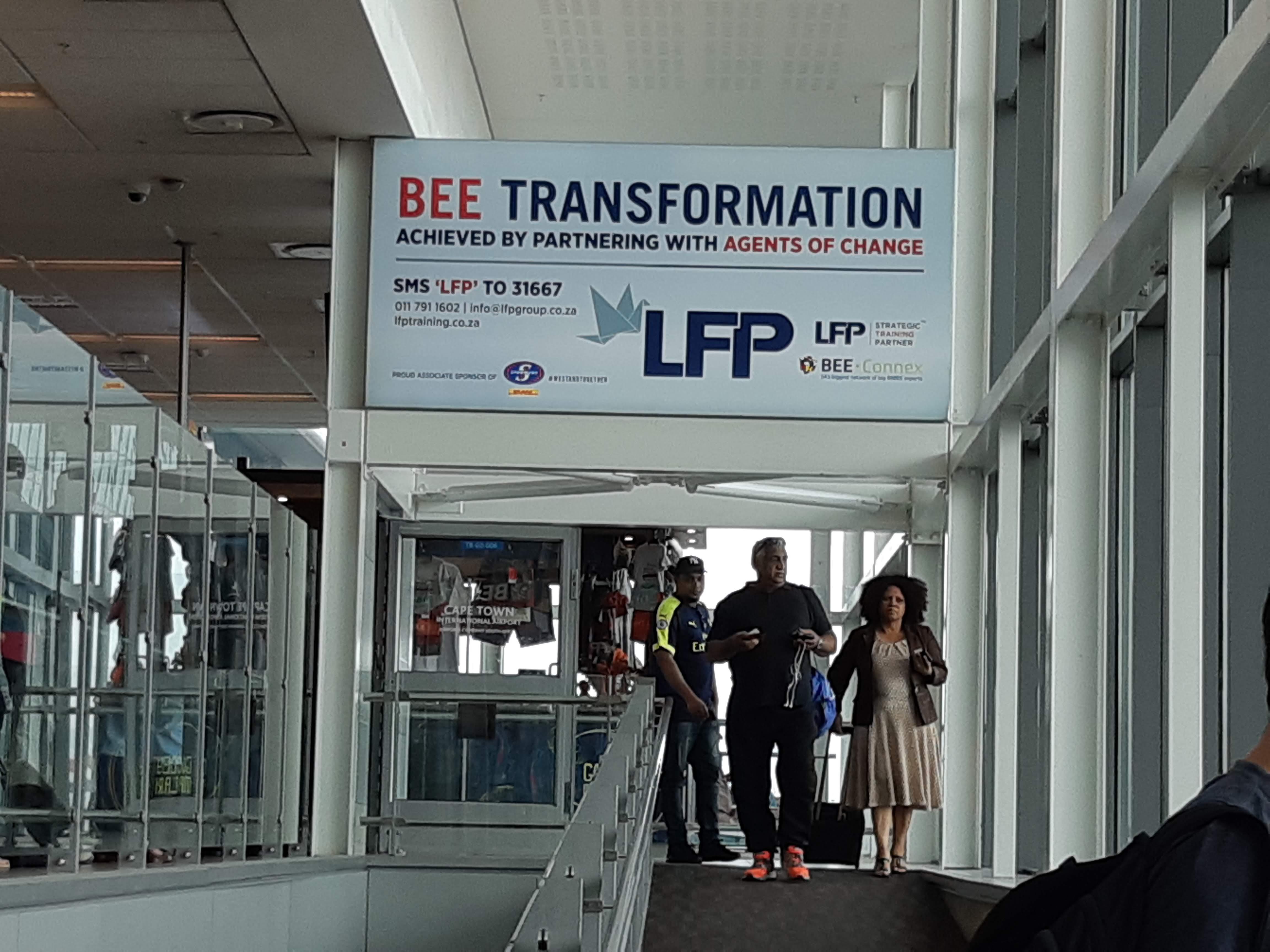
Une annonce pour un cabinet de conseil spécialisé dans la mise en conformité des entreprises avec la réglementation BEE.

Le Black Economic Empowerment ou BEE (signifiant à peu près « développement économique des Noirs »), est un programme à base raciale, lancé par le gouvernement sud-africain pour rectifier les inégalités créées par l'apartheid à l'encontre de certains groupes, Noirs, Coloured, Indiens et Chinois et leur conférer des privilèges économiques dont ils étaient privés auparavant. C'est une forme de discrimination positive. Cela comprend des mesures concernant le développement des compétences, la propriété, la gestion, le développement socio-économique et l'approvisionnement préférentiel.

## Justification
Après la transition qui suit l'apartheid en 1994, il est décidé, par le gouvernement issu du Congrès national africain, que des interventions directes dans les domaines de la redistribution des biens et du rééquilibrage des opportunités économiques sont nécessaires afin de résoudre les disparités créées par les politiques d'apartheid qui avaient favorisées les propriétaires d'entreprises blancs. Le BEE est défini comme suit dans le rapport de la commission ad hoc de 2001 : 
« It is an integrated and coherent socio-economic process. It is located within the context of the country’s national transformation programme, namely the RDP. It is aimed at redressing the imbalances of the past by seeking to substantially and equitably transfer and confer the ownership, management and control of South Africa’s financial and economic resources to the majority of its citizens. It seeks to ensure broader and meaningful participation in the economy by black people to achieve sustainable development and prosperity. »
— BEE Commission Report, p. 2
        
« C'est un processus socio-économique intégré et cohérent. Il se situe dans le cadre du programme national de transformation du pays, le PDR. Il vise à remédier aux déséquilibres du passé en cherchant à transférer de façon substantielle et équitable la propriété, la gestion et le contrôle des ressources financières et économiques de l'Afrique du Sud à la majorité de ses citoyens. Il vise à assurer une participation plus large et significative de la population noire à l'économie afin de parvenir au développement durable et à la prospérité. »
Là où il est mis en œuvre avec succès, on considère que c'est un moyen de créer de la croissance économique, et que c'est essentiel pour la stratégie des entreprises. Le programme BEE est mis en œuvre à partir de 2003. Il est critiqué car ne bénéficiant qu'à quelques groupes précédemment défavorisés, ce qui conduit, en 2007, à l'introduction d'un programme modifié et élargi, appelé Broad-Based Black Economic Empowerment (BBBEE), signifiant à peu près « émancipation économique à grande échelle des Noirs ».

## Législation
Le 9 février 2007, le code des bonnes pratiques du BEE est publié par le gouvernement sud-africain. Il comprend les codes suivants :
- Code 100 : Propriété
- Code 200 : Gestion et contrôle
- Code 300 : Équité en matière d'emploi
- Code 400 : Developpement des compétences
- Code 500 : Approvisionnement préférentiel
- Code 600 : Développement des entreprises
- Code 700 : Développement socio-économiques
- Codes 800 – 807 : PME admissibles

Les tableaux de bord sectoriels suivants sont publiés (selon les termes de la section 12) :
- Tableau de bord du secteur financier[3]
- Tableau de bord du secteur de la construction[4]
- Tableau de bord du secteur touristique[5]

Sont aussi publiées les lignes directrices et les définitions à partir desquelles sont identifiés les bénéficiaires du BEE. La définition est la même que celle de 2003, qui dit que « Noirs » est un terme générique qui englobe les Africains noirs, les Coloured et les Indiens, à condition qu'ils aient été citoyens sud-africains avant 1994. Le fait que certains Chinois soient exclus des bénéfices du BEE, au motif que certains furent classés, durant l'apartheid, comme Coloured ou Blancs honoraires, et malgré le fait qu'ils subirent une discrimination légale avant 1990 (quoiqu'exemptés de la loi dite Group Areas Act dès 1984), entraîne un large débat médiatique sur la définition de « Noir » dans la législation du moment. En 2008, les personnes d'origine chinoise sont reclassifiées comme « noires » après que l'association chinoise d'Afrique du Sud ait assigné le gouvernement en justice et ait gagné.
La législation du BEE est accompagnée de plusieurs autres lois, Employment Equity Act, Skills Development Act, Preferential Procurement Framework…
Les textes sont élaborés par de nombreuses équipes et leur publication s'étale sur trois ans entre la première loi de décembre 2003 et les premiers codes de bonnes pratiques, publiés en novembre 2005, qui traitent des paragraphes 100 et 200. Les codes suivants, 300 à 700, sont publiés en décembre 2006. Les codes définitifs sont amendés à la lumière des commentaires du public et des parties prenantes, puis publiés officiellement.
Le 11 octobre 2013 des mises à jour des codes de bonnes pratiques du BBBEE sont publiées. Ces nouveaux codes sont applicables après une période de transition de six mois à un an. Elles accroissent l'effort de conformité en introduisant des éléments prioritaires : propriété, développement des compétences et développement des entreprises. Le système d'attribution des points prévoit que, faute d'atteindre le score de 40 % de conformité pour les domaines prioritaires, il en résulte des pénalités pour les organismes et entreprises concernés. 
Les codes mise à jour sont :
- Code 000 : Cadre de mesure de l'émancipation économique des Noirs
- Code 100 : Mesure de la composante « droits de propriété » du BBBEE
- Code 200 : Mesure de la composante « gestion et cotrôle » du BBBEE
- Code 300 : Mesure de la composante « développement des compétences » du BBBEE
- Code 400 : Mesure de la composante « entreprise et développement des fournitures » du BBBEE
- Code 500 : Mesure de la composante « développement socio-économique » du BBBEE

Les tableaux de bord sectoriels sont reconduits jusqu'en mars 2015 quant aux chartes par secteur.

## Tableaux de bord
Les entreprises peuvent être évaluées selon divers tableaux de bord ; à la date de février 2007, les suivants étaient publiés :
- Tableau de bord général élargi
- Tableau de bord générique limité
- Petite entreprise éligible, tableau de bord limité
- Petite entreprise éligible, tableau de bord élargi
- Tableau de bord du secteur financier
- Tableau de bord du secteur de la construction (abrogé le 17 février 2016)

Les deux derniers de la liste précédente n’ont pas été traduits en lois. Ils sont publiés au titre de la section 12, laquelle est pour information seulement. Ils devront être publiés dans la section 9 pour devenir un code officiel. D'ici là, les entreprises des secteurs concernés sont cependant tenues de respecter les bonnes pratiques et de produire le tableau de bord afférent.
Une indulgence significative s’applique aux petites entreprises. Selon le code d'éligibilité des entreprises, celles ayant un chiffre d'affaires inférieur à cinq millions de rands sont exemptées d'appliquer le BEE et automatiquement classées au niveau 4 ou réputées avoir atteint 100 % de conformité à l'évaluation BEE.
NB : ces tableaux sont à visée historique ; ils sont remplacés par des codes révisés en octobre 2013.
| Composante                     | Poids     | Cible de conformité          |
| ------------------------------ | --------- | ---------------------------- |
| Propriété                      | 20 points | 25 %+1                       |
| Contrôle de gestion            | 10 points | (40 à 50 %)                  |
| Équité en matière d'emploi     | 15 points | (43 à 80 %)                  |
| Développement des compétences  | 15 points | 3 % de la masse salariale    |
| Approvisionnement préférentiel | 20 points | 70 %                         |
| Développement de l'entreprise  | 15 points | 3 % (bénéf. net après impôt) |
| Développement socio-économique | 5 points  | 1 % (bénéf. net après impôt) |

Les petites entreprises éligibles, celles dont le chiffre d'affaires est compris entre 5 et 35 millions de rands, sont évaluées selon la grille qui suit. Elles doivent choisir quatre critères et obtenir un score de 100 en regard.
| Composante                     | Poids     | Cible de conformité          |
| ------------------------------ | --------- | ---------------------------- |
| Propriété                      | 25 points | 25 %+1                       |
| Gestion                        | 25 points | 50.1 %                       |
| Équité en matière d'emploi     | 25 points | (40 à 70 %)                  |
| Développement des compétences  | 25 points | 2 % de la masse salariale    |
| Approvisionnement préférentiel | 25 points | 50 %                         |
| Développement de l'entreprise  | 25 points | 2 % (bénef. net après impôt) |
| Développement socio-économique | 25 points | 1 % (bénéf. net après impôt) |

## Exemptions
Les plus petites entreprises, avec un chiffre d'affaires inférieur à 5 millions de rands, sont dites exemptées et n'ont pas nécessité de s'évaluer. Elles sont néanmoins souvent tenues d'employer des personnes en fonction de la couleur de leur peau pour éviter la discrimination vis-à-vis des clients potentiels. Au-delà de 5 millions, elles sont soumises aux critères du BEE sur le choix des partenaires commerciaux, des fournisseurs et prestataires de services.

## Critiques
Les critiques avancent que le BEE veut atteindre l'équité en matière de force de travail en Afrique du Sud en favorisant les défavorisés et en défavorisant les favorisés. Il en résulte que les entreprises doivent fonder leurs décisions sur des critères sociaux et raciaux au lieu de se pencher uniquement sur les qualifications et l'expérience, d'où résulte un système où la couleur de peau devient le facteur déterminant en matière de recherche d'emploi.
À la place de ce type de politique, les critiques proposent de mettre en place une politique d'égalité en matière de qualifications. Cela amènerait les entreprises à considérer les personnes avec les meilleures qualifications, la meilleure expérience et les meilleures recommandations. Pour permettre aux individus précédemment défavorisés d'acquérir ces qualifications et cette expérience, les critiques du BEE préconisent que le gouvernement mette davantage l'accent sur l'enseignement secondaire et supérieur, et qu'il subventionne les entreprises souhaitant embaucher des candidats débutants ainsi que l'enseignement supérieur pour les étudiants relevant des communautés précédemment désavantagées.
En réponse à ces critiques, le gouvernement lance le Broad-Based Black Economic Empowerment qui est le cadre élargi désormais applicable, afin d'améliorer le BEE qui n'a eu que peu d'effets positifs,.
Le BEE a également été critiqué pour avoir conduit à une fuite des cerveaux, causée par l'émigration vers des pays exempts de discrimination. Le chef du parti Inkatha, Mangosuthu Buthelezi, est un critique virulent du BEE à ce sujet. Il a déclaré que « la mise en œuvre imprudente, par le gouvernement, de la politique de discrimination positive, oblige de nombreux Blancs à quitter le pays à la recherche de travail, créant une crise de pénurie de compétences,. » Alertant sur le fait qu'à son sens l'Afrique du Sud est assise sur « baril de poudre », l'archevêque Desmond Tutu avance, avec d'autres, que le BEE sert seulement l'élite noire, laissant des millions de personnes dans une « pauvreté déshumanisante ».

### Crédits
- (en) Cet article est partiellement ou en totalité issu de l’article de Wikipédia en anglais intitulé « Black Economic Empowerment » (voir la liste des auteurs).

### Traduction
1. ↑  (en) « the government's reckless implementation of the affirmative action policy is forcing many white people to leave the country in search of work, creating a skills shortage crisis »